# جورج واشنطن بيك
جورج واشنطن بيك (بالإنجليزية: George Washington Peck) هو محامي وسياسي أمريكي، ولد في 4 يونيو 1818 بنيويورك في الولايات المتحدة، وتوفي في 30 يونيو 1905 في نفس البلد. حزبياً، نشط في الحزب الديمقراطي. وقد انتخب عضو مجلس النواب الأمريكي.